# 大阪商業大学商業史博物館
大阪商業大学商業史博物館（おおさかしょうぎょうだいがくしょうぎょうしはくぶつかん）は、大阪商業大学が設置・運営している博物館ないし大学博物館。

## 概要
1983年（昭和58年）10月27日に谷岡記念館内に設置された日本商業史をテーマとした博物館。とくに、近世大坂の商業に関する史資料収集、調査研究、展示等を行っており、1999年（平成11年）6月1日に、博物館相当施設の指定を受けている。

## 来館案内
- 入館料：無料
- 開館時間：10:00～16:30
- 休館日：日曜日、祝日、創立記念日（2月15日）、夏季・冬季休業中、年末年始
- 交通：近鉄奈良線河内小阪駅から徒歩5分